# Homininae

Position der Homininae im Stammbaum der Menschenaffen (Hominidae)

Als Homininae wird eine Unterfamilie der Menschenaffen (Hominidae) bezeichnet, in der die Gorillas, die Schimpansen und die Menschen einschließlich aller ihrer Vorfahren bis zu deren Trennung von der Entwicklungslinie der Orang-Utans zusammengefasst sind.

## Systematik
Für terminologische Verwirrung sorgt, dass in der jüngeren Fachliteratur allein hominin für den Menschen und seine Vorfahren bis zur Abzweigung der Schimpansen steht (das heißt: für die Hominini), in der älteren Fachliteratur hingegen häufig hominid im Sinne von hominin verwendet wird. Dies geschieht vor dem Hintergrund, dass die Systematiker bis in die 1980er Jahre der Taxonomie von Linné folgten, der nur Orang-Utans, Gorillas und Schimpansen in der Familie der Menschenaffen (Pongidae) zusammengefasst und diese der Familie der Echten Menschen (Hominidae; eingedeutscht: Hominiden) – mit Homo sapiens als einziger lebender Art – gegenübergestellt hatte. Aufgrund genetischer Vergleiche wurde später aber nachgewiesen, dass Schimpansen und Gorillas näher mit dem Menschen verwandt sind als mit den Orang-Utans. Daher wurden Menschen, Schimpansen und Gorillas nebst all ihren fossilen Vorfahren zu einem gemeinsamen Taxon zusammengefasst (den Homininae) und dieses neben das Taxon der Orang-Utans (Ponginae) gestellt.

## Belege
1. ↑  David R. Begun: Dryopithecins, de Bonis, and the European origin of the African apes and human clade. In: Geodiversitas. Band 31, Nr. 4, 2009, S. 789–816, Volltext (PDF; 3,0 MB) (Memento vom 11. September 2015 im Internet Archive)
2. ↑  Gerhard Heberer hatte u. a. in Anthropologie – Das Fischer Lexikon (Fischer Taschenbuch-Verlag, Frankfurt, 1970, S. 39 ff.) den Australopithecinen als den „bisher strukturell urtümlichsten humanen Hominiden“ die „höheren Hominiden gegenübergestellt“ und diese „als Homininae bezeichnet“. „Um das ‚echt‘ Menschliche zu betonen, kann man die Vorsilbe ‚Eu‘ benutzen: (Eu)Homininae.“ Daraus hatte sich die Eindeutschung „echte Menschen“ ergeben, die später gelegentlich auch als Umschreibung der Hominini verwendet wurde, heute aber im wissenschaftlichen Diskurs nur noch auf die Gattung Homo bezogen wird.
3. ↑  Goodman et al.: Toward a phylogenetic classification of primates based on DNA evidence complimented by fossil evidence. In: Molecular Phylogenetics and Evolution. Band 9, 1998, S. 585–598, doi:10.1006/mpev.1998.0495.
4. ↑  David R. Begun: Das Zeitalter der Menschenaffen. In: Spektrum der Wissenschaft. Dossier 01/2004: Die Evolution des Menschen II. S. 8.
5. ↑   Pasqual Pic: Die Evolution des Menschen. In: Spektrum der Wissenschaft. Dossier 01/2004: Die Evolution des Menschen II. S. 17.